# Diego Cuenca
Pour les articles homonymes, voir Cuenca.
Diego Cuenca est un footballeur espagnol né le 4 décembre 1927. Il a joué comme attaquant à Sedan. Avec le club ardennais, il a été vainqueur de la Coupe de France en 1956.

## Carrière de joueur
- 1953-1957: UA Sedan Torcy

## Palmarès
- Vainqueur de la Coupe de France en 1956 (avec l'UA Sedan-Torcy)
- Champion de France de Division 2 en 1955 (avec l'UA Sedan-Torcy)
- Challenge des champions 1956 (avec l'UA Sedan-Torcy)